# Aelurillus minimontanus
Aelurillus minimontanus là một loài nhện trong họ Salticidae.
Loài này thuộc chi Aelurillus. Aelurillus minimontanus được Azarkina miêu tả năm 2002.